# Władysław I Samoderżec
Władysław I Samoderżec, zwany Vlaicu (rum. Vladislav I, także Vlaicu Vodă, zm. ok. 1377) – hospodar wołoski od 1364 z dynastii Basarabów.
Władysław był synem i następcą hospodara Mikołaja Aleksandra. Władysław podniósł prestiż władzy hospodarskiej na Wołoszczyźnie, przybrał również tytuł „samoderżca” (samodîrjeț). Bił własną srebrną monetę. Utworzył nową metropolię, najprawdopodobniej w Severin, ufundował wiele klasztorów, w tym klasztor Vodița. Pochodzący z 1374 dokument wymieniający uposażenie tego klasztoru jest najstarszym dokumentem rumuńskim dotyczącym spraw wewnętrznych Wołoszczyzny.
Ogromna samodzielność Władysława i jego dążenia do wzmocnienia wpływów wołoskich za Dunajem doprowadziły do konfliktu z Ludwikiem Andegaweńskim o wpływy w Widyniu. W 1368 wojska węgierskie najechały Wołoszczyznę, jednak zostały odparte i rozbite przez Dragomira, dowódcę twierdzy Dâmbovița. W pokoju zawartym rok później Władysław uznał zwierzchnictwo Węgier, jednakże jego tytuł został zatwierdzony, uzyskał okręgi Amlaș i Fogarasz jako lenno, zaś sporna kwestia Widynia została rozwiązana po myśli Wołochów.
W tym samym, 1369 roku na Wołoszczyznę uderzyli Turcy (było to pierwsze rumuńsko-tureckie starcie zbrojne), powstrzymani przez wojska Władysława, który bez powodzenia próbował kontruderzenia, wchodząc w alians z macedońskimi Serbami. We wrześniu 1371 siły serbsko-wołoskie zostały przez Turków rozbite w bitwie nad rzeką Maricą, za pomocą nieoczekiwanego nocnego ataku. Klęska nad Maricą spowodowała wzrost krajowej opozycji przeciw Władysławowi, mającej poparcie na Węgrzech. W końcu, pod jej naciskami, Władysław musiał podzielić się władzą ze swym bratem, Radu I. W 1375 utracił na rzecz Węgrów Severin.
Władysław zmarł ok. 1377 r., być może w trakcie bitwy.

## Literatura
- J. Demel: Historia Rumunii. Wrocław – Warszawa – Kraków: Zakład Narodowy im. Ossolińskich – Wydawnictwo, 1970, s. 115–116.
- J. Rajman: Encyklopedia średniowiecza. Kraków: Wydawnictwo Zielona Sowa, 2006, s. 1072. ISBN 83-7435-263-9.